# Laurent Véron
Laurent Véron (* 26. Februar 1949 in Brazzaville, Kongo) ist ein französischer Mathematiker, der sich mit partiellen Differentialgleichungen befasst. Er ist Professor an der Universität Tours.
Véron ging in Neuilly und Paris (Lycée Louis-le-Grand) zur Schule. Er studierte an der Universität Paris mit dem Lizenziatsabschluss 1970 und dem DEA 1971 und der Agrégation 1972. Er wurde bei Haïm Brezis (Comportement asymptotique et singularités des solutions d’équations aux dérivées partielles non linéaires) und Yvonne Choquet-Bruhat (Spectre du laplacien et longueur des géodésiques périodiques) promoviert (im zweiteiligen französischen Promotionssystem, mit der Thése de Doctorat 1980). Er war seit 1972 an der Universität Tours, an der er 1985 Professor wurde. 1978 bis 1980 stand er der Mathematikfakultät vor. 1980/81 war er Gastprofessor an der Northwestern University und außerdem unter anderem an der Universidad Complutense in Madrid, am Technion (Zusammenarbeit mit Moshe Marcus) und der Purdue University.
Er untersuchte die Singularitäten nichtlinearer elliptischer partieller Differentialgleichungen. Mit Haim Brezis bewies er, dass isolierte Singularitäten im überkritischen Fall entfernbar sind, im Gegensatz zum unterkritischen Fall, in dem Veron die Klassifikation der singulären Lösungen. Danach begann er ein Programm der Untersuchung von Randsingularitäten elliptischer partieller Differentialgleichungen, in Zusammenarbeit mit M. Marcus. Sie zeigten, dass im unterkritischen Fall die Lösungen durch die Spur am Rand bestimmt wird. Der überkritische Fall erwies sich als viel schwieriger und wurde erst nach 15 Jahren Forschungsarbeit geklärt (teilweise in Zusammenarbeit mit Wahrscheinlichkeitstheoretikern wie Jean-François Le Gall und Eugene Dynkin, die darin in Zusammenhang mit Superdiffusions-Prozessen interessiert waren).
2006 erhielt er den Prix Servant.

## Schriften
- Singular solutions of some nonlinear elliptic equations, Nonlinear Anal. T. M. & A, 5, 225–242 (1981).
- mit M. F. Bidaut-Véron: Nonlinear elliptic equations on compact Riemannian manifolds and asymptotics of Emden equations, Inventiones Math. 106, 489–539 (1991).
- mit A. Gmira: Boundary singularities of solutions of nonlinear elliptic equations, Duke J. Math. 64, 271–324 (1991).
- mit M. Marcus: Capacitary estimates of positive solutions of semilinear elliptic equations with absorption, J. Europ. Math. Soc. 6, 483–527 (2004).